# Parasmittina
Parasmittina är ett släkte av mossdjur som beskrevs av Osburn 1952. Parasmittina ingår i familjen Smittinidae.
Släktet Parasmittina indelas i:
- Parasmittina aculeata
- Parasmittina alanbanneri
- Parasmittina alaskensis
- Parasmittina aleutensis
- Parasmittina anderseni
- Parasmittina aotea
- Parasmittina areolata
- Parasmittina auris
- Parasmittina avicularissima
- Parasmittina aviculifera
- Parasmittina betamorphaea
- Parasmittina bimucronata
- Parasmittina californica
- Parasmittina cautela
- Parasmittina cheilodon
- Parasmittina circinanata
- Parasmittina circularis
- Parasmittina contraria
- Parasmittina crosslandi
- Parasmittina crosslandii
- Parasmittina delicatula
- Parasmittina dentigera
- Parasmittina dependeo
- Parasmittina dolabrata
- Parasmittina dubitata
- Parasmittina egyptiaca
- Parasmittina emersoni
- Parasmittina erecta
- Parasmittina exasperatrix
- Parasmittina exiguiuncinata
- Parasmittina fistulata
- Parasmittina floridana
- Parasmittina fraseri
- Parasmittina galerita
- Parasmittina glabra
- Parasmittina glomerata
- Parasmittina gujaratica
- Parasmittina hanzawae
- Parasmittina harudiensis
- Parasmittina hastingsae
- Parasmittina ilioensis
- Parasmittina inalienata
- Parasmittina jeffreysi
- Parasmittina johni
- Parasmittina kauaiensis
- Parasmittina kirkpatricki
- Parasmittina labellum
- Parasmittina latiavicularia
- Parasmittina lavela
- Parasmittina leviavicularia
- Parasmittina longirostrata
- Parasmittina macginitiei
- Parasmittina macphersonae
- Parasmittina margaritata
- Parasmittina marginata
- Parasmittina marsupialis
- Parasmittina mauritiana
- Parasmittina mexicana
- Parasmittina munita
- Parasmittina murarmata
- Parasmittina nasuta
- Parasmittina natalensis
- Parasmittina nitida
- Parasmittina novella
- Parasmittina obstructa
- Parasmittina onychorrhyncha
- Parasmittina ornata
- Parasmittina ovilirata
- Parasmittina papulata
- Parasmittina paradicei
- Parasmittina parsevaliformis
- Parasmittina parsevalii
- Parasmittina parsevalioidea
- Parasmittina parsloeparsloei
- Parasmittina parvitatis
- Parasmittina parviuncinata
- Parasmittina pectinata
- Parasmittina pinctatae
- Parasmittina pluriavicularis
- Parasmittina projecta
- Parasmittina protecta
- Parasmittina proximoproducta
- Parasmittina pugetensis
- Parasmittina pyriformis
- Parasmittina raigiformis
- Parasmittina raigii
- Parasmittina raigioidea
- Parasmittina recidiva
- Parasmittina regularis
- Parasmittina rimula
- Parasmittina rostriformis
- Parasmittina rouvillei
- Parasmittina santacruzana
- Parasmittina serrula
- Parasmittina serruloides
- Parasmittina solenosmilioides
- Parasmittina spathulata
- Parasmittina spiculata
- Parasmittina spondylicola
- Parasmittina subtubulata
- Parasmittina talismani
- Parasmittina triangularis
- Parasmittina trianguliforma
- Parasmittina trispinosa
- Parasmittina tropica
- Parasmittina trunculata
- Parasmittina tubula
- Parasmittina tubulata
- Parasmittina turbula
- Parasmittina uncinata
- Parasmittina vacuramosa
- Parasmittina variabilis
- Parasmittina winstonae